# Бережок Григорій Карпович
Григо́рій Ка́рпович Бережо́к (нар. 2 (15) березня 1908, Гросулове, Тираспольський повіт, Херсонська губернія — 2 липня 1994, Миколаїв) — радянський військовик часів Другої світової війни, капітан. Герой Радянського Союзу (1940).

## Життєпис
Народився 15(2) березня 1908 року в містечку Михайлівка (Гросулове), волосному центрі Новопетрівської волості Тираспольського повіту Херсонської губернії (нині — селище міського типу Велика Михайлівка однойменного району Одеської області) в селянській родині. Українець. Здобув неповну середню освіту, працював у сільському господарстві.
До лав РСЧА призваний у 1929 році. Закінчив полкову школу при 15-у артилерійському полку (м. Миколаїв), Київську військову артилерійську школу в 1934 році. Член ВКП(б) з 1937 року. З травня 1939 року — командир батареї 33-го гаубичного артилерійського полку 72-ї стрілецької дивізії.
Учасник радянсько-фінської війни 1939–1940 років. Особливо старший лейтенант Г. К. Бережок відзначився в бою 4 лютого 1940 року, коли батарея під його командуванням влучним вогнем знищила вогневі точки супротивника, забезпечивши просування стрілецьких підрозділів вперед. Також відзначився під час захоплення островів поблизу міста Піткяранта (Карелія).
Початок німецько-радянської війни зустрів на посаді командира артилерійського дивізіону 375-го гаубичного артилерійського полку. Воював на Західному фронті. 27 червня 1941 року під час бою був контужений, потрапив у полон. Після двох невдалих спроб втекти з нацистських таборів, 28 липня 1943 року, під час бомбардування авіацією союзників Нюрнберга, вирвався на волю разом з групою бранців. Пройшовши територією Німеччини і Чехословаччини, втікачі приєднались до партизанського загону імені Берії. Після проходження перевірки в НКВС 23 серпня 1943 року був призначений начальником штабу партизанського загону імені Кутузова. У січні 1945 року загін з'єднався з передовими частинами Червоної армії. З того часу проходив службу в 37-у офіцерському полку викладачем артилерії. У 1945 році капітан Г. К. Бережок вийшов у відставку.
Мешкав у Миколаєві. До 1963 року викладав військову справу в одній з шкіл міста, був начальником піонерського табору, начальником цеху на Чорноморському суднобудівному заводі. Після виходу на пенсію продовжував працювати комендантом заводського Палацу культури (нині Миколаївський обласний палац культури).
Помер 2 липня 1994 року. Похований на Центральному міському цвинтарі.

## Нагороди
Указом Президії Верховної Ради СРСР від 20 травня 1940 року за зразкове виконання бойових завдань командування на фронті боротьби з фінською білогвардійщиною та виявлені при цьому відвагу і героїзм, старшому лейтенантові Бережку Григорію Карповичу присвоєне звання Героя Радянського Союзу з врученням ордена Леніна і медалі «Золота Зірка» (№ 224).
Також був нагороджений орденом Вітчизняної війни 1-го ступеня (11.03.1985) і медалями.